# 嫩施泰滕
嫩施泰滕是德国巴登-符腾堡州的一个市镇。总面积8.30平方公里，总人口827人，其中男性405人，女性422人（2011年12月31日），人口密度100人/平方公里。